# Bouhans-lès-Montbozon
Bouhans-lès-Montbozon ist eine französische Gemeinde im Département Haute-Saône in der Region Bourgogne-Franche-Comté.

## Geographie
Bouhans-lès-Montbozon liegt auf einer Höhe von 258 m über dem Meeresspiegel, etwa 18 Kilometer südöstlich der Stadt Vesoul (Luftlinie). Das Dorf erstreckt sich nördlich der Talebene des Ognon, in einer Mulde des Dorfbachs Ruisseau de Bouhans, am Rand der waldigen Höhen des Bois de Bouhans.
Die Fläche des 5,15 km² großen Gemeindegebiets umfasst einen Abschnitt des mittleren Ognon-Tals. Die südöstliche Grenze verläuft entlang dem Ognon, der hier mit verschiedenen Bögen durch eine ungefähr ein Kilometer breite Niederung nach Südwesten fließt. Vom Flusslauf erstreckt sich das Gemeindeareal nordwestwärts über die Alluvialebene, die durchschnittlich auf 255 m liegt, bis in die Talmulde des Ruisseau de Bouhans. Weiter nach Nordwesten steigt das Gelände allmählich zu einem Plateau an, das aus Kalkschichten der oberen Jurazeit besteht. Es liegt auf rund 280 m und ist teils mit Acker- und Wiesland, teils mit Wald bedeckt (Bois du Franois). Ein schmaler Streifen reicht in die Waldhöhen des Bois de Bouhans. Hier wird mit 341 m die höchste Erhebung von Bouhans-lès-Montbozon erreicht.
Nachbargemeinden von Bouhans-lès-Montbozon sind Dampierre-sur-Linotte im Norden, Cognières und Montagney-Servigney im Osten, Thiénans im Süden sowie Fontenois-lès-Montbozon im Westen.

## Geschichte
Verschiedene Funde weisen darauf hin, dass das Gemeindegebiet von Bouhans bereits im Neolithikum und während der gallorömischen Zeit besiedelt war. Urkundlich erwähnt wird das Dorf im Jahr 1239. Bouhans gehörte im Mittelalter zur Grafschaft Burgund und darin zum Gebiet des Bailliage d’Amont. Die kirchliche Oberhoheit oblag dem Kapitel von Besançon. Zusammen mit der Franche-Comté gelangte das Dorf mit dem Frieden von Nimwegen 1678 definitiv an Frankreich. Seit 2000 ist Bouhans-lès-Montbozon Mitglied des 21 Ortschaften umfassenden Gemeindeverbandes Communauté de communes du Pays de Montbozon.

## Sehenswürdigkeiten
Zu den Sehenswürdigkeiten von Bouhans-lès-Montbozon zählen verschiedene Häuser aus dem 17. bis 19. Jahrhundert im traditionellen Stil der Haute-Saône, ein Herrschaftssitz aus dem 19. Jahrhundert sowie das überdachte Lavoir (Brunnen und Waschhaus), das Mitte des 19. Jahrhunderts errichtet wurde.

## Bevölkerung
| Jahr                       | 1962 | 1968 | 1975 | 1982 | 1990 | 1999 |
| Einwohner                  | 85   | 65   | 66   | 64   | 81   | 89   |
| Quellen: Cassini und INSEE |      |      |      |      |      |      |

Mit 125 Einwohnern (Stand 1. Januar 2022) gehört Bouhans-lès-Montbozon zu den kleinsten Gemeinden des Département Haute-Saône. Nachdem die Einwohnerzahl in der ersten Hälfte des 20. Jahrhunderts deutlich abgenommen hatte (1891 wurden noch 172 Personen gezählt), wurde seit Beginn der 1980er Jahre wieder ein leichtes Bevölkerungswachstum verzeichnet.

## Wirtschaft und Infrastruktur
Bouhans-lès-Montbozon war bis weit ins 20. Jahrhundert hinein ein vorwiegend durch die Landwirtschaft (Ackerbau, Obstbau und Viehzucht) und die Forstwirtschaft geprägtes Dorf. Außerhalb des primären Sektors gibt es nur sehr wenige Arbeitsplätze im Dorf. Mittlerweile hat sich der Ort auch zu einer Wohngemeinde gewandelt. Viele Erwerbstätige sind deshalb Wegpendler, die in den größeren Ortschaften der Umgebung ihrer Arbeit nachgehen.
Die Ortschaft liegt abseits der größeren Durchgangsachsen an einer Departementsstraße, die von Montbozon nach Esprels führt. Eine weitere Straßenverbindung besteht mit Fontenois-lès-Montbozon.